# Castilleja racemosa
Castilleja racemosa är en snyltrotsväxtart som först beskrevs av Denis E. Breedlove och Heckard, och fick sitt nu gällande namn av Tsan Iang Chuang och L.R. Heckard. Castilleja racemosa ingår i släktet målarborstar, och familjen snyltrotsväxter. Inga underarter finns listade i Catalogue of Life.